# おおいぬ座ガンマ星
おおいぬ座γ星（おおいぬざガンマせい、γ CMa）はおおいぬ座の4等星。

## 概要
青白いB型輝巨星。2等級以上の明るさを持つ星が多いおおいぬ座の中で、4等星のこの星にγの符号が与えられていることは奇妙に見えるが、おおいぬ座の他の星に付けられたバイエル符号から、バイエルはおおいぬ座の星々には北から順に符号を付けたのではないかと考えられている。
一方で、バイエルが符号を付けた頃は現在よりも暗かったのではないか、という疑問が持たれることもある。事実、「1670年には姿を消し、1693年まで見えなかった」とする文献もあり、ボーデの大判星図『ウラノグラフィア』（1801年）やアメリカの『バリット星図』（1835年）などではこの星に変光星の表示がなされるなど、一時期は変光星と考えられたこともあった。しかしながら、そのような減光を起こすメカニズムは知られていない。例えば星間塵の影響だとすると、星の色はより赤くなるはずだが、この星の色にそのような異常は見られない。

## 名称
ムリフェイン (Muliphein) という固有名を持つ。ケンタウルス座γ星も同じアラビア語由来の固有名 Muhlifain を持つが、別の星である。2016年8月21日に国際天文学連合の恒星の命名に関するワーキンググループ (Working Group on Star Names, WGSN) は、Muliphein をおおいぬ座γ星の固有名として正式に承認した。
この名前は、イタリアの天文学者でシチリア島にあるパレルモ天文台の台長を務めたジュゼッペ・ピアッツィの『パレルモ星表』（1814年）から見られるようになったことから、ピアッツィによる命名と考えられている。
al-Muḥlifān は、アラビア語で「誓い」を意味する語根 ḥ-l-f- の受動分詞・双数形で、「互いに誓い合う二つのもの（＝一組の星）」というような意味合いがある。双数形を取っていることから、ペアとなっているもの（この場合は星）を指しているものと考えられる。しかしながら、実際にどの星のペアを指しているのかよくわかっていない。「ケンタウルス座α星・β星説」と「はと座α星・β星説」がある。
日本でも、この名の意味はかなり錯綜している。「両人の偽誓への誘惑者」というのは、al-Muḥlifān ではなくその別名 al-Muḥnithān （［アル＝ムフニサーン］、「偽りの宣言をすることを唆す」という意味）の語根 ḥ-n-th- の受動分詞・双数形で「偽誓を誘発させる二つのもの（＝一組の星）」という意味合い）と取り違えたものである。また、「犬の頭」としているものもある。いずれも語源となったアラビア語の本来の意味ではない。